# 白石蔵王駅

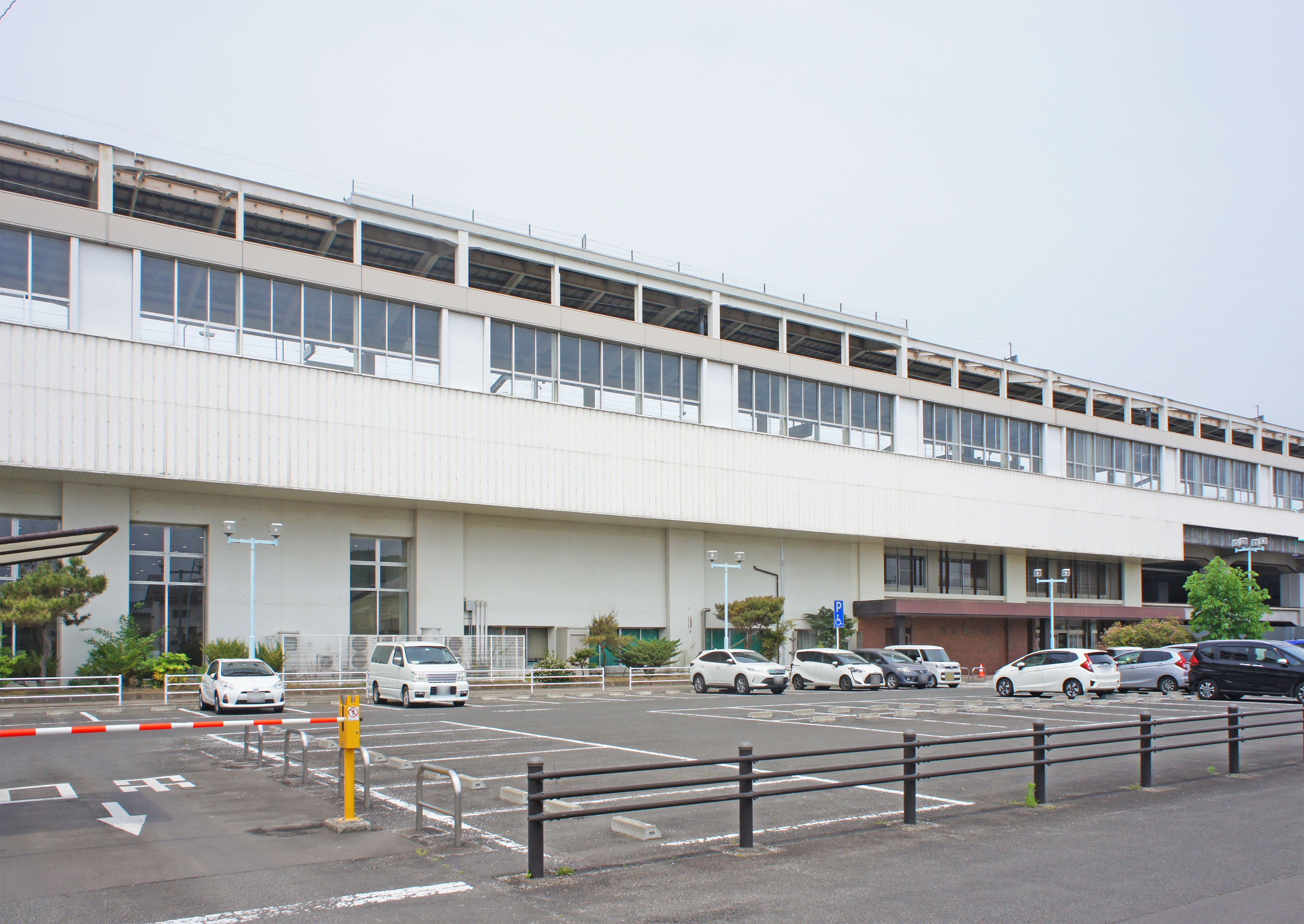
東口（2022年5月）

白石蔵王駅（しろいしざおうえき）は、宮城県白石市大鷹沢三沢字桜田にある、東日本旅客鉄道（JR東日本）東北新幹線の駅。

## 歴史
白石蔵王駅は東北新幹線（大宮駅 - 盛岡駅）暫定開業に合わせて新設された駅であり、1982年（昭和57年）6月23日に開業した。
東北新幹線の建設の中で、福島駅から仙台駅までの経路については白石市を経由する西寄りのルートと、角田市を経由する東寄りのルートの二つが比較、検討された。東寄りルートは福島県北部をおおよそ阿武隈川に沿って進み、宮城県南部の丘陵地をトンネルで貫くというものだったが、地形や地質に由来する工事の難易度から西寄りのルートが選ばれた。白石市は福島駅と仙台駅のほぼ中間に位置するため、ここへの駅の設置は適当とみなされた。この駅の場所については、在来線の白石駅に併設する案と、新幹線単独駅を新設する案の二つがあった。在来線駅への新幹線駅併設は、既存の白石市街地にとっては至便であるが、新たに市街地を分断する、新幹線の線形が悪くなる、白石川への架橋が難しいなどの問題があると判断された。新幹線単独駅を新設することについては、この付近の東北本線は仙台駅への通勤圏であり、また観光を主目的とした新幹線駅なので道路交通と接続すれば問題はないと判断された。こうした検討が行われた結果、現在地に新幹線駅の設置が決まった。
開業前の仮称駅名は「新白石」だった。なお、西村京太郎の小説『東北新幹線殺人事件』はこの駅の設置の経緯をモチーフに書かれているが、フィクションなので事実とは異なる。
2019年（平成31年）3月31日には、国内外から観光施設「宮城蔵王キツネ村」を訪問する利用客が増えていることを理由に、同施設のキツネ「ゴロ」が当駅の観光駅長に就任した。就任後は、4月 - 6月の毎週水曜日に当駅で出迎えを行っているほか、当駅でキツネの装飾などが行われている。なお、同年12月には「ゴロ」の友達の「ハナコ」が当駅で出迎えを行った。
また、2019年（令和元年）12月21日には、駅コンコース内にストリートピアノ（グランドピアノ）が設置された。東北地方の駅としては初となる。

### 年表
- 1982年（昭和57年）6月23日：東北新幹線の開業と同時に開業。
- 1987年（昭和62年）4月1日：国鉄分割民営化に伴い、東日本旅客鉄道（JR東日本）の駅となる。
- 1999年（平成11年）5月18日：自動改札機を設置し、供用開始[5]。
- 2007年（平成19年）2月：放送機器の更新に伴い、発車ベルの音色を変更。
- 2008年（平成20年）3月15日：モバイルSuica特急券のサービスを開始[報道 3]。
- 2009年（平成21年）3月14日：東北新幹線郡山 - 仙台間のSuica FREX定期券・Suica FREXパル定期券と、新幹線停車駅が2駅以上含まれるSuica定期券のサービスを開始[報道 4]。
- 2020年（令和2年）3月14日：新幹線eチケットサービスを開始[報道 5]。
- 2021年（令和3年）3月13日：タッチでGo!新幹線のサービスを開始[報道 6]。
- 2022年（令和4年）12月16日：話せる指定席券売機を導入[6]。
- 2023年（令和5年）1月9日：みどりの窓口の営業を終了[3]。
- 2024年（令和6年）
  - 3月9日：市制施行70周年を記念し、発車ベルから発車メロディに変更。曲は、1番線（下り）が「白石市民歌」、2・3番線（上り）が「白石音頭」[7][新聞 2]。
  - 10月1日：えきねっとQチケのサービスを開始[1][報道 7]。

## 駅構造
中央に通過線（上下本線）があり、その外側に上り線側が島式ホーム1面2線と下り線側が単式ホーム1面1線で合計2面3線を有する高架駅である。改札口とコンコースは1階に、ホームは3階にある。1階と3階を結ぶエレベーターと上りエスカレーターが設置されている（下りエスカレーターはない）。
1番線は下り列車、2番線は上り列車に使用される。3番線は予備ホームとして臨時列車や新幹線総合車両センター出場試運転列車の折り返し用として、また夜間滞泊にも使用される。ホーム足元に表示されている乗車位置案内は、1・2番線は各列車形式のステッカーが貼られているが、3番線は開業当時の石製のもののみが設置されている。
仙台統括センターの直営駅（駅長・副長配置）である。新幹線単独駅であるが、東北本線の越河駅 - 北白川駅の各駅（白石駅も含む）を管理している。
自動券売機、話せる指定席券売機、自動改札機（Suica、新幹線eチケットサービス、タッチでGo!新幹線、えきねっとQチケ対応）、NewDays（JR東日本クロスステーション営業）が設置されている。
また、2022年（令和4年）2月までは、立ち食いそば屋（NRE東北サービス運営）が構内で営業していた。
事務管理コードは▲231083を使用している。

### のりば
| 番線 | 路線       | 方向           | 行先                   |
| ---- | ---------- | -------------- | ---------------------- |
| 1    | 東北新幹線 | 下り           | 盛岡・新青森・秋田方面 |
| 2    | 東北新幹線 | 上り           | 福島・郡山・東京方面   |
| 3    | 東北新幹線 | （臨時ホーム） | （臨時ホーム）         |

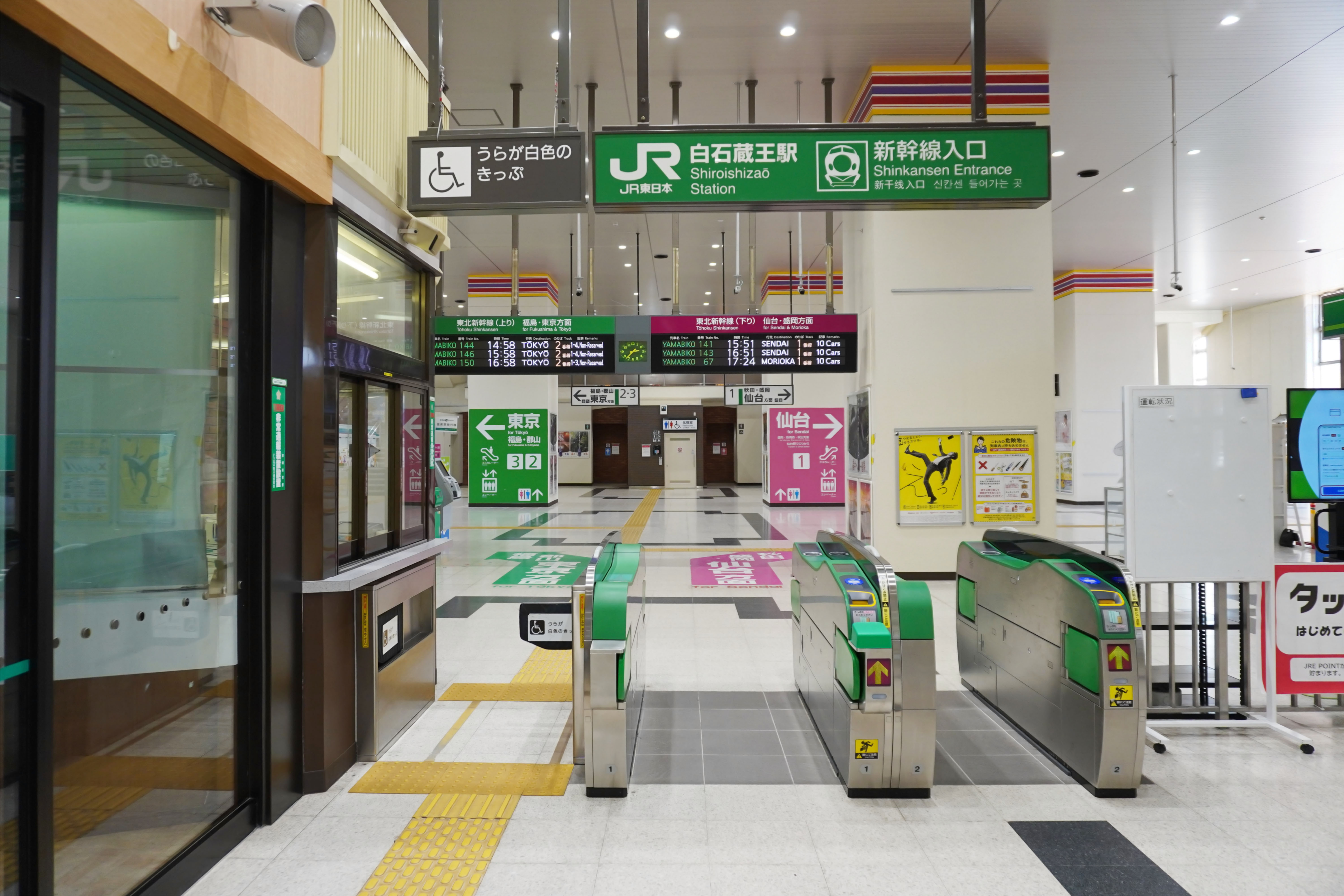
改札口（2024年3月）
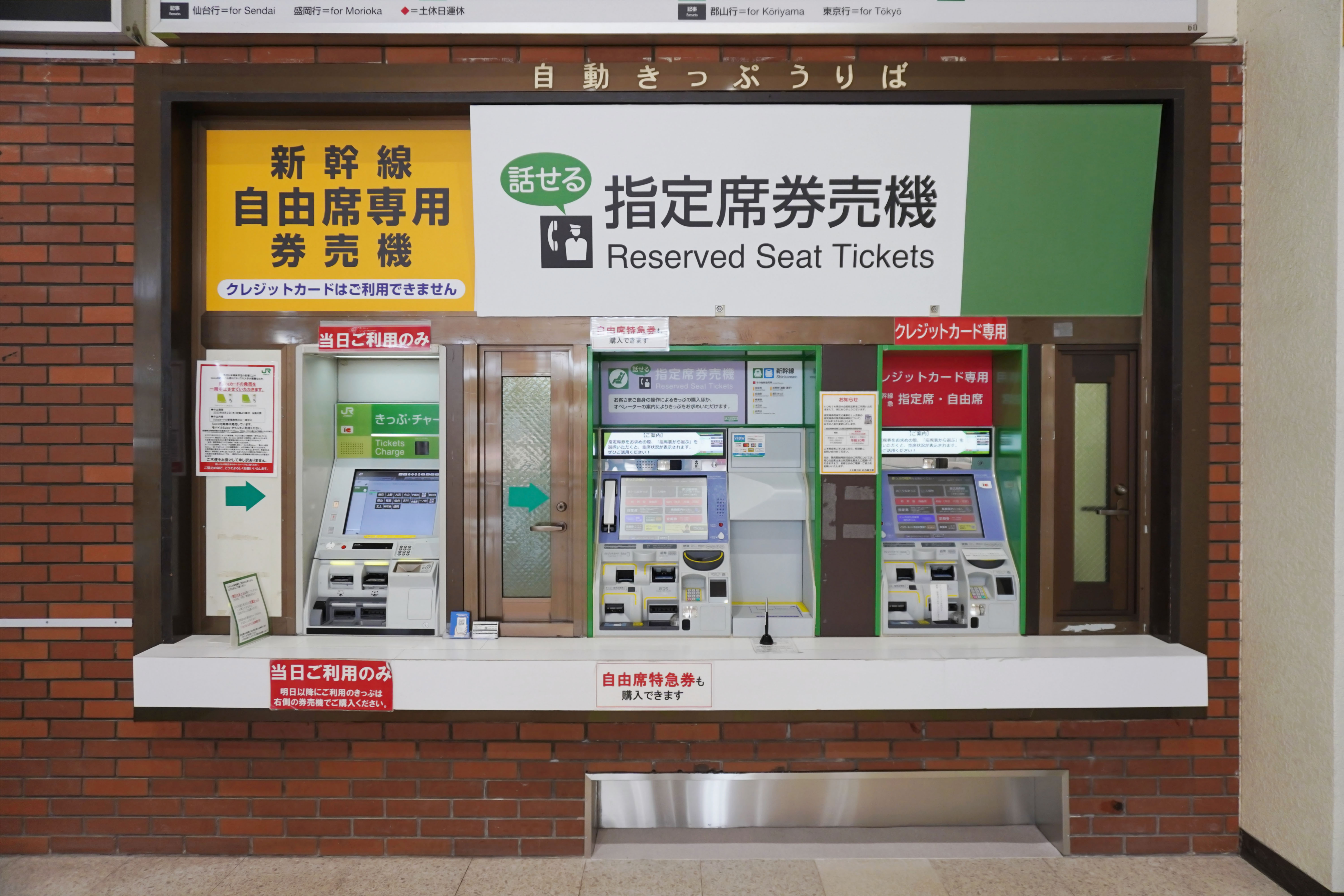
自動券売機（2024年3月）
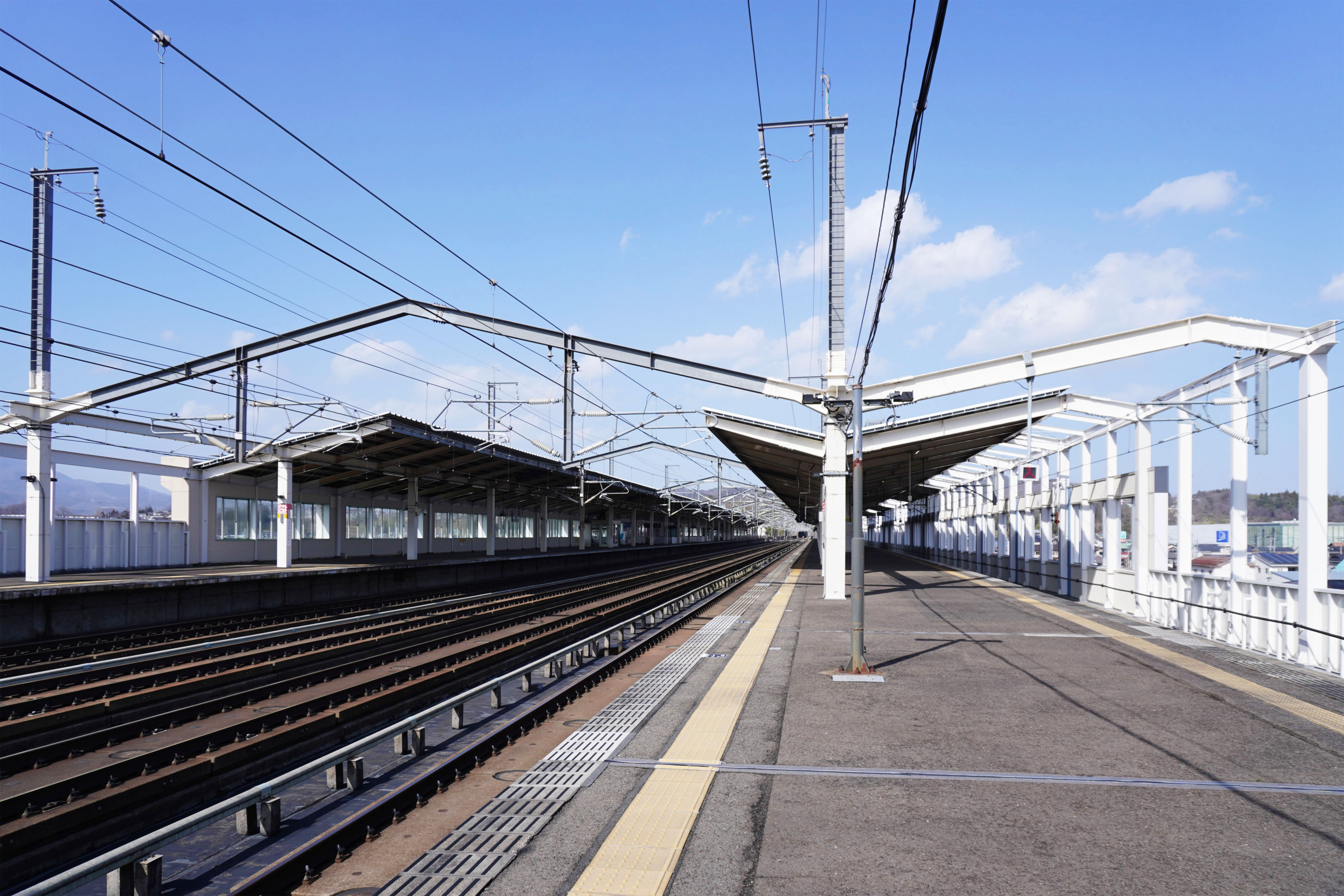
ホーム（2024年3月）

## 利用状況
JR東日本によると、2023年度（令和5年度）の1日平均乗車人員は832人である。北陸新幹線安中榛名駅の開業以前は全国の新幹線駅で最低の乗降人員とされていた。
2000年度（平成12年度）以降の推移は以下のとおりである。
| 1日平均乗車人員推移 | 1日平均乗車人員推移 | 1日平均乗車人員推移 | 1日平均乗車人員推移 | 1日平均乗車人員推移 | 1日平均乗車人員推移 |
| 年度                | 定期外              | 定期                | 合計                | 前年度比            | 出典                |
| ------------------- | ------------------- | ------------------- | ------------------- | ------------------- | ------------------- |
| 2000年（平成12年）  |                     |                     | 871                 |                     | [ 利用客数 2 ]      |
| 2001年（平成13年）  |                     |                     | 875                 |                     | [ 利用客数 3 ]      |
| 2002年（平成14年）  |                     |                     | 849                 |                     | [ 利用客数 4 ]      |
| 2003年（平成15年）  |                     |                     | 877                 |                     | [ 利用客数 5 ]      |
| 2004年（平成16年）  |                     |                     | 931                 |                     | [ 利用客数 6 ]      |
| 2005年（平成17年）  |                     |                     | 953                 |                     | [ 利用客数 7 ]      |
| 2006年（平成18年）  |                     |                     | 971                 |                     | [ 利用客数 8 ]      |
| 2007年（平成19年）  |                     |                     | 936                 |                     | [ 利用客数 9 ]      |
| 2008年（平成20年）  |                     |                     | 900                 |                     | [ 利用客数 10 ]     |
| 2009年（平成21年）  |                     |                     | 825                 |                     | [ 利用客数 11 ]     |
| 2010年（平成22年）  |                     |                     | 792                 |                     | [ 利用客数 12 ]     |
| 2011年（平成23年）  |                     |                     | 781                 |                     | [ 利用客数 13 ]     |
| 2012年（平成24年）  | 629                 | 264                 | 893                 |                     | [ 利用客数 14 ]     |
| 2013年（平成25年）  | 610                 | 269                 | 879                 |                     | [ 利用客数 15 ]     |
| 2014年（平成26年）  | 600                 | 261                 | 861                 |                     | [ 利用客数 16 ]     |
| 2015年（平成27年）  | 603                 | 266                 | 869                 |                     | [ 利用客数 17 ]     |
| 2016年（平成28年）  | 602                 | 260                 | 862                 |                     | [ 利用客数 18 ]     |
| 2017年（平成29年）  | 612                 | 256                 | 869                 |                     | [ 利用客数 19 ]     |
| 2018年（平成30年）  | 616                 | 258                 | 874                 |                     | [ 利用客数 20 ]     |
| 2019年（令和元年）  | 580                 | 310                 | 891                 |                     | [ 利用客数 21 ]     |
| 2020年（令和02年）  | 207                 | 330                 | 537                 | −39.7%              | [ 利用客数 22 ]     |
| 2021年（令和03年）  | 272                 | 323                 | 595                 | 10.8%               | [ 利用客数 23 ]     |
| 2022年（令和04年）  | 391                 | 306                 | 698                 | 17.3%               | [ 利用客数 24 ]     |
| 2023年（令和05年）  | 506                 | 326                 | 832                 | 119.6%              | [ 利用客数 1 ]      |

## 駅周辺
白石蔵王駅と仙台駅の間には、日本の新幹線で最も長い25.7キロメートルの直線区間がある。在来線を含むと室蘭本線白老駅 - 沼ノ端駅間の28.7キロメートルが日本の鉄道では最長の直線区間とされるが、社台駅など途中駅の構内に細かい曲線があるため、厳密にはこの区間が最長である。
- JR東北本線白石駅 - 徒歩20分、路線バスやタクシーあり（別途料金必要）。
- 白石市文化体育活動センター（ホワイトキューブ） - 徒歩7分
- 白石城 - 藩政時代は片倉氏の居城。一国一城が基本の藩政時代にあって、仙台藩内の仙台城とともに城としての存在を例外的に許された。東北本線白石駅より徒歩10分。
- トーキン白石事業場
- ステアリテール白石工場

## バス路線
ミヤコーバス、タケヤ交通、白石市民バス、七ヶ宿町町営バスが運行する路線バスが乗り入れている。かつては磐城角田（JRバス東北）など、多くの路線バスが運行されていたが、現在は上記路線のみで、場所を持て余している状態である。
のりばは6つ設置されているが、2021年（令和3年）3月現在で使用されているのは1 - 2番のりばのみとなっている。
- ミヤコーバス
  - 白石遠刈田線[12]：蔵王刈田山頂・アクティブリゾーツ宮城蔵王方面 ※冬期間はアクティブリゾーツ宮城蔵王止まり

- タケヤ交通
  - 白石蔵王山麓循環線[13]：城下広場・鎌先温泉・弥次郎こけし村・蔵王キツネ村方面

- 白石市民バス
  - 白角線[14]：柳沢公民館方面
  - 大張線[14]：大張まちづくりセンター方面
  - 白角線・大張線[14]：白石駅・刈田病院方面
  - まちなか循環線[15]：白石駅方面

- 七ヶ宿町町営バス
  - 七ヶ宿白石線[16]：なないろひろば方面

## 乗車経路の扱い
福島駅 - 仙台駅間は東北本線と別線区間となっており、この区間の選択乗車において当駅は東北本線の白石駅と対応している。したがって仙台以北または福島以南発着の乗車券であれば当駅発着のものであっても白石駅を利用でき、逆に白石駅発着のものであっても当駅を利用できる。また、仙台以北と福島以南の相互間の片道101キロメートル以上の乗車券を用いて当駅で途中下車し、白石駅から再入場して同じ方向へ旅行を継続することもでき、逆に白石駅で途中下車し、当駅で再入場することもできる。

## 隣の駅
東日本旅客鉄道（JR東日本）
 東北新幹線
福島駅 - 白石蔵王駅 - 仙台駅

### 記事本文

#### 報道発表資料
1. 1 2 3  「白石蔵王駅「クリスマスイベント」開催のお知らせ (PDF)」（プレスリリース）、東日本旅客鉄道仙台支社、2019年12月18日。2020年5月17日時点のオリジナル (PDF)よりアーカイブ。2020年5月17日閲覧。
2. 1 2  「白石蔵王駅に「キツネ観光駅長」が就任します! (PDF)」（プレスリリース）、東日本旅客鉄道仙台支社、2019年3月28日。2020年5月17日時点のオリジナル (PDF)よりアーカイブ。2020年5月17日閲覧。
3. ↑  「2008年3月15日(土)、モバイルSuica特急券のサービス開始! (PDF)」（プレスリリース）、東日本旅客鉄道、2007年12月21日。2020年5月25日閲覧。
4. ↑  「Suicaをご利用いただけるエリアが広がります。 (PDF)」（プレスリリース）、東日本旅客鉄道、2008年12月22日。2020年5月25日閲覧。
5. ↑  「「新幹線eチケットサービス」が始まります! (PDF)」（プレスリリース）、東日本旅客鉄道／北海道旅客鉄道／西日本旅客鉄道、2020年2月4日。2020年5月25日閲覧。
6. ↑  「タッチでGo!新幹線 サービスエリア拡大について (PDF)」（プレスリリース）、東日本旅客鉄道、2020年11月12日。2020年11月13日閲覧。
7. ↑  「Suicaエリア外もチケットレスで! 東北エリアから「えきねっとＱチケ」がはじまります (PDF)」（プレスリリース）、東日本旅客鉄道、2024年7月11日。2024年7月31日閲覧。

#### 新聞記事
1. ↑  「ストリートピアノ 思い出の曲 自由に奏でて 東北新幹線・白石蔵王駅に設置」『河北新報』2019年12月22日。オリジナルの2019年12月22日時点におけるアーカイブ。2019年12月23日閲覧。
2. ↑  「宮城：白石市なじみの歌で発車! 白石蔵王駅 市民歌と音頭に」『読売新聞』2024年3月10日。オリジナルの2024年3月11日時点におけるアーカイブ。2025年7月31日閲覧。

### 利用状況
1. 1 2  「新幹線駅別乗車人員（2023年度）| 企業サイト：JR東日本」東日本旅客鉄道。2025年7月31日閲覧。
2. ↑  「JR東日本：各駅の乗車人員（2000年度）」東日本旅客鉄道。2025年7月31日閲覧。
3. ↑  「JR東日本：各駅の乗車人員（2001年度）」東日本旅客鉄道。2025年7月31日閲覧。
4. ↑  「JR東日本：各駅の乗車人員（2002年度）」東日本旅客鉄道。2025年7月31日閲覧。
5. ↑  「JR東日本：各駅の乗車人員（2003年度）」東日本旅客鉄道。2025年7月31日閲覧。
6. ↑  「JR東日本：各駅の乗車人員（2004年度）」東日本旅客鉄道。2025年7月31日閲覧。
7. ↑  「JR東日本：各駅の乗車人員（2005年度）」東日本旅客鉄道。2025年7月31日閲覧。
8. ↑  「JR東日本：各駅の乗車人員（2006年度）」東日本旅客鉄道。2025年7月31日閲覧。
9. ↑  「JR東日本：各駅の乗車人員（2007年度）」東日本旅客鉄道。2025年7月31日閲覧。
10. ↑  「JR東日本：各駅の乗車人員（2008年度）」東日本旅客鉄道。2025年7月31日閲覧。
11. ↑  「JR東日本：各駅の乗車人員（2009年度）」東日本旅客鉄道。2025年7月31日閲覧。
12. ↑  「JR東日本：各駅の乗車人員（2010年度）」東日本旅客鉄道。2025年7月31日閲覧。
13. ↑  「JR東日本：各駅の乗車人員（2011年度）」東日本旅客鉄道。2025年7月31日閲覧。
14. ↑  「JR東日本：新幹線駅別乗車人員（2012年度）」東日本旅客鉄道。2025年7月31日閲覧。
15. ↑  「新幹線駅別乗車人員（2013年度）：JR東日本」東日本旅客鉄道。2025年7月31日閲覧。
16. ↑  「新幹線駅別乗車人員（2014年度）：JR東日本」東日本旅客鉄道。2025年7月31日閲覧。
17. ↑  「新幹線駅別乗車人員（2015年度）：JR東日本」東日本旅客鉄道。2025年7月31日閲覧。
18. ↑  「新幹線駅別乗車人員（2016年度）：JR東日本」東日本旅客鉄道。2025年7月31日閲覧。
19. ↑  「新幹線駅別乗車人員（2017年度）：JR東日本」東日本旅客鉄道。2025年7月31日閲覧。
20. ↑  「新幹線駅別乗車人員（2018年度）：JR東日本」東日本旅客鉄道。2025年7月31日閲覧。
21. ↑  「新幹線駅別乗車人員（2019年度）：JR東日本」東日本旅客鉄道。2025年7月31日閲覧。
22. ↑  「新幹線駅別乗車人員（2020年度）| 企業サイト：JR東日本」東日本旅客鉄道。2025年7月31日閲覧。
23. ↑  「新幹線駅別乗車人員（2021年度）| 企業サイト：JR東日本」東日本旅客鉄道。2025年7月31日閲覧。
24. ↑  「新幹線駅別乗車人員（2022年度）| 企業サイト：JR東日本」東日本旅客鉄道。2025年7月31日閲覧。

### 書籍
- 栗原景『東北新幹線沿線の不思議と謎』（初版）実業之日本社、2021年12月1日。ISBN 978-4-408-33964-1。